# Le Pailly
Le Pailly település Franciaországban, Haute-Marne megyében. Lakosainak száma 272 fő (2022. január 1.). Le Pailly Chalindrey, Heuilley-le-Grand, Noidant-Chatenoy, Palaiseul, Violot és Saints-Geosmes községekkel határos.

## Népesség
A település népességének változása:
| Lakosok száma | 303  | 286  | 290  | 284  | 280  | 276  | 272  | 270  | 272  |
|               | 2013 | 2015 | 2016 | 2017 | 2018 | 2019 | 2020 | 2021 | 2022 |